# Yvonne Sandberg-Fries
Yvonne Sandberg-Fries (ur. 14 października 1950 w Umeå, zm. 20 grudnia 2020) – szwedzka polityk, samorządowiec, posłanka do Riksdagu, deputowana do Parlamentu Europejskiego IV i V kadencji.

## Życiorys
Ukończyła studia z zakresu administracji publicznej i socjalnej. W latach 1982–1996 sprawowała mandat deputowanej do Riksdagu, reprezentując Szwedzką Socjaldemokratyczną Partię Robotniczą w okręgu wyborczym obejmującym län Blekinge. Była również dyrektorem szwedzkiego Instytutu Bałtyckiego.
W 1995 po akcesie Szwecji do Unii Europejskiej z ramienia socjaldemokratów objęła mandat posłanki do Parlamentu Europejskiego IV kadencji. Bez powodzenia ubiegała się o reelekcję w wyborach powszechnych w tym samym roku oraz w 1999. W obu wypadkach uzyskiwała mandat w trakcie kadencji, zasiadając w PE w latach 1998–1999 i 2003–2004. Była członkinią grupy socjalistycznej, pracowała m.in. w Komisji Ochrony Środowiska, Zdrowia i Ochrony Konsumentów. Związana z samorządem Karlskrony, w 2010 była kandydatką do rady gminy.
W 2014 opuściła socjaldemokratów, przechodząc do Partii Zielonych.